# Danh sách xếp hạng quốc tế
Đây là danh sách các xếp hạng quốc tế.

## Theo thể loại

### Tổng quát
- Chỉ số quốc gia tốt
- Chỉ số toàn cầu hóa

### Nông nghiệp
- Largest producing countries of agricultural commodities

### Kinh tế
- Diễn đàn Kinh tế thế giới: Báo cáo cạnh tranh toàn cầu
- The Heritage Foundation/The Wall Street Journal: current Chỉ số tự do kinh tế
- Hệ số Gini: Danh sách các quốc gia theo chỉ số bình đẳng thu nhập
- Chỉ số Sáng tạo Toàn cầu (Boston Consulting Group)
- Chỉ số Sáng tạo Toàn cầu (Đại học Cornell, INSEAD and WIPO)
- Global Innovation Quotient
- List of countries by economic complexity
- List of countries by net international investment position per capita

### Giáo dục và Canh tân
- Chỉ số giáo dục
- Programme for International Student Assessment
- Progress in International Reading Literacy Study
- Danh sách quốc gia theo tỉ lệ biết chữ
- Danh sách quốc gia theo bằng sáng chế
- EF English Proficiency Index
- Tổ chức Hợp tác và Phát triển Kinh tế: The OECD Programme for International Student Assessment (PISA)
- International Association for the Evaluation of Educational Achievement: Trends in International Mathematics and Science Study
- Educational Testing Service: 2003-2004 TOEFL Test Year Data Summary Lưu trữ ngày 20 tháng 8 năm 2006 tại Wayback Machine
- Webometrics Ranking of World Universities

### Môi trường
- Climate Change Performance Index (CCPI)
- Environmental Performance Index (EPI)
- Environmental Sustainability Index (ESI)
- Environmental Vulnerability Index (EVI)
- Happy Planet Index (HPI)
- List of countries by ecological footprint
- Sustainable Society Index (SSI)

### Địa lý
- List of political and geographic subdivisions by total area (all)

### Sức khỏe
- Euro health consumer index (EHCI)
- Global Hunger Index (GHI)

### Chính trị
- Tổ chức Minh bạch Quốc tế: Chỉ số nhận thức tham nhũng
- Phóng viên không biên giới:Chỉ số tự do báo chí
- Worldwide Governance Indicators
- Chỉ số nhà nước thất bại
- Composite Index of National Capability
- Ngân sách quốc phòng các nước
- List of countries by military expenditures per capita

### Xã hội
- Chương trình Phát triển Liên Hợp Quốc: Chỉ số phát triển con người
- Economist Intelligence Unit: Quality-of-Life Index 2005
- Save the Children: State of the World's Mothers report 2007 Lưu trữ ngày 12 tháng 7 năm 2010 tại Wayback Machine
- Legatum Prosperity Index
- Dashboard of Sustainability (Mục tiêu Phát triển Thiên niên kỷ)
- Ethnic and cultural diversity level
- Social Progress Index

### Công nghệ
- UN Liên minh Viễn thông Quốc tế: Chỉ số phát triển ICT
- UN Chính phủ điện tử
- OECD: List of countries by number of broadband Internet users
- World Wide Web Foundation: Chỉ số Web